# Хоцьки
Хо́цьки — село в Україні, в Циблівській сільській громаді Бориспільського району Київської області. Населення становить 1697 осіб.

## Географія
Район розташування села Хоцьки як і вся Переяславщина лежить у межах Придніпровської низовини. За фізико-географічним районуванням вказана територія входить до Лівобережно-Дніпровської лісостепової провінції Лісостепової зони, Процівсько-Ліплявського району Північно-Дніпровської терасової низовинної області.
Поверхня значної частини Переяславщини — це низовинна слабохвиляста лесова рівнина, у прилеглій до Дніпра місцевості переходить в алювіальну рівнину. Трапляються горби і пасма борової тераси, і зокрема Хоцьківський горб.
Виникнення Хоцьківського горба пов'язують з еловими процесами борової тераси. А як відомо борові тераси переважно утворені алювіальними пісками. Щодо ландшафту території розташування села Хоцьки, то тут переважає терасова піщана рівнина з дерново-слабопідзолистими ґрунтами під сосновими та дубово-сосновими лісами, алювіальні піски та супіски із прошарками суглинку, невеликі площі займають чорноземи опідзолені.
На території села на сьогодні є три озера (Селище, Ставок, Багни). Є підстави вважати, що принаймні один із них — Ставок, який знаходиться у центрі села — залишок русла давньої річки.
Саме від цих водойм розпочалось заснування населеного пункту першопоселенцями, які при виборі місця в першу чергу враховували природні фактори близькість водойми, лісу, та пасовиськ.
Одним із трьох центрів заснування села є куток Багни. Центр якого утворює озеро. Діаметр озера коливається від 40 до 55 м залежності від пори року. В спекотні літні місяці менший. Адже за водним балансом відноситься до безстічних (випарно-припливних). Тобто такі, що втрачають воду шляхом випаровування. Старожили кутка пам'ятають, що одного разу озеро висохло майже повністю. Завдяки чому можна було ловити рибу руками.
За типом відноситься до — улоговинних. Утворених внаслідок відходу льодовика. Потоки льодовиків, що танули, залишали на своєму шляху пісок та гравій. Відклади просідали, формуючи западину, в якій поступово збиралася вода.
Живлення озера мішане. Взимку замерзає. Береги низькі та не мають очеретяних засаджень. Навколо ростуть старі великі розлогі верби. Дно піщане, у центральній частині вкрите шаром чорного мулу. З риб водиться карась. Озеро та його береги — місце відпочинку та рибальства.

## Населення

### Мова
Розподіл населення за рідною мовою за даними перепису 2001 року:
| Мова            | Кількість | Відсоток |
| --------------- | --------- | -------- |
| українська      | 1656      | 97.58%   |
| російська       | 34        | 2.00%    |
| вірменська      | 5         | 0.30%    |
| інші/не вказали | 2         | 0.12%    |
| Усього          | 1697      | 100%     |

## Історія

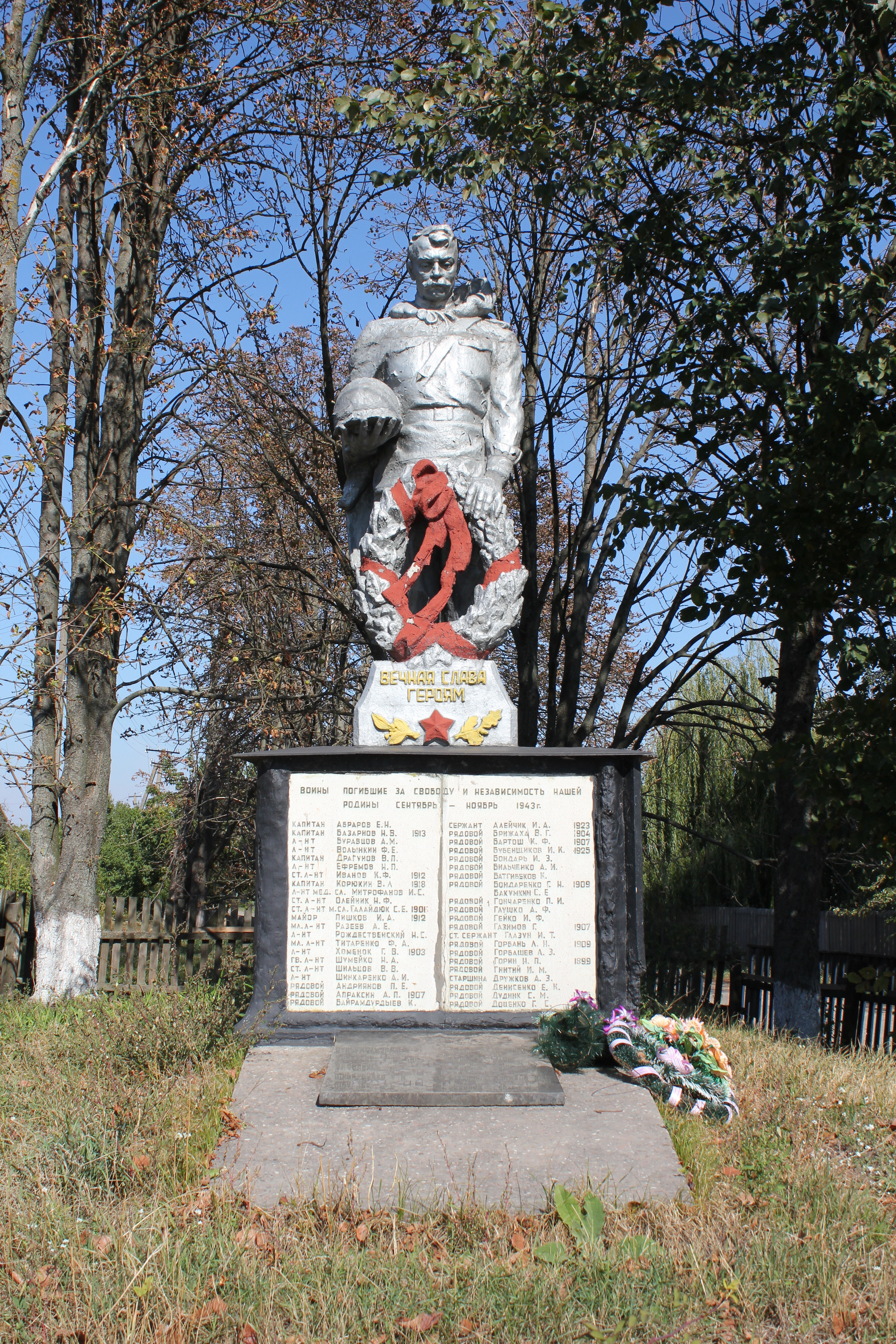
Братська могила солдат РСЧА, які загинули в роки німецько-радянської війни. Центр села Хоцьки

Археологічні пам'ятки:
Археологічні пам'ятки:
До початку заснування села Хоцьки на його території переважно біля водойм люди зупинялись для тимчасового чи постійного перебування в різні часи. Починаючи від мезоліту і аж до козацької доби фіксуються матеріальні сліди перебування на території села різних народів, етносів, племен, кочівників та землеробів.
Так в центрі села Хоцьки озеро Ставок та урочище Сажалка було виявлено археологічні різночасові метеріали, які можна віднести до п'яти хронологічних періодів:
1) неоліт;
2) ранні слов'яни (Пізньозарубенецька та Київська культури);
3) давньоруський період (середина Х-І половина XIII ст);
4) литовська доба;
5) козацька доба (ІІ пол. XVII—XVIII ст).
На північному заході села Хоцьки озеро Селище було виявлено археологічні різночасові метеріали, семи хронологічних періодів:
1) мезоліт;
2) бронза (періоду ранньої та середньої бронзи, культури: Ямна, КБК,);
3) ранні слов'яни (Київська культура);
4) пізньоримського часу (Черняхівська культура);
5) давньоруського часу (кін. Х — І пол. XIII ст.);
6) литовська доба (кінець XV — початок XVI ст.);
7) козацька доба (ІІ пол. XVII—XVIII ст).
На південному заході села Хоцьки озеро Багни — було виявлено археологічні різночасові метеріали, чотирьох хронологічних періодів:
1) ранні слов'яни (Київська культура);
2) пізньоримського часу (Черняхівська культура);
3) давньоруського часу (кінець Х — початок XI ст.);
4) козацька доба (XVII—XVIII ст).
На південний схід від села Хоцьки урочище Дьогтярське — було виявлено археологічні різночасові матеріали, двох хронологічних періодів:
1) давньоруського часу (початок XI — І пол. XIII ст.);
2) козацька доба (XVII—XVIII ст).
Ново виявлені пам'ятки доповнюють археологічну карту Лівобережної України та потребують вивчення, дослідження та охорони.
Нова історія:
Село Хоцьки засноване не пізніше середини XVII століття.
Хоцьки позначені на Загальній карті України Г.де Боплана під назвою, як — Koszki (карта 1648 р.), Deszki (карта 1650 р). За місцевими переказами назва села походить від прізвища першопоселенця козака Ходько (а).

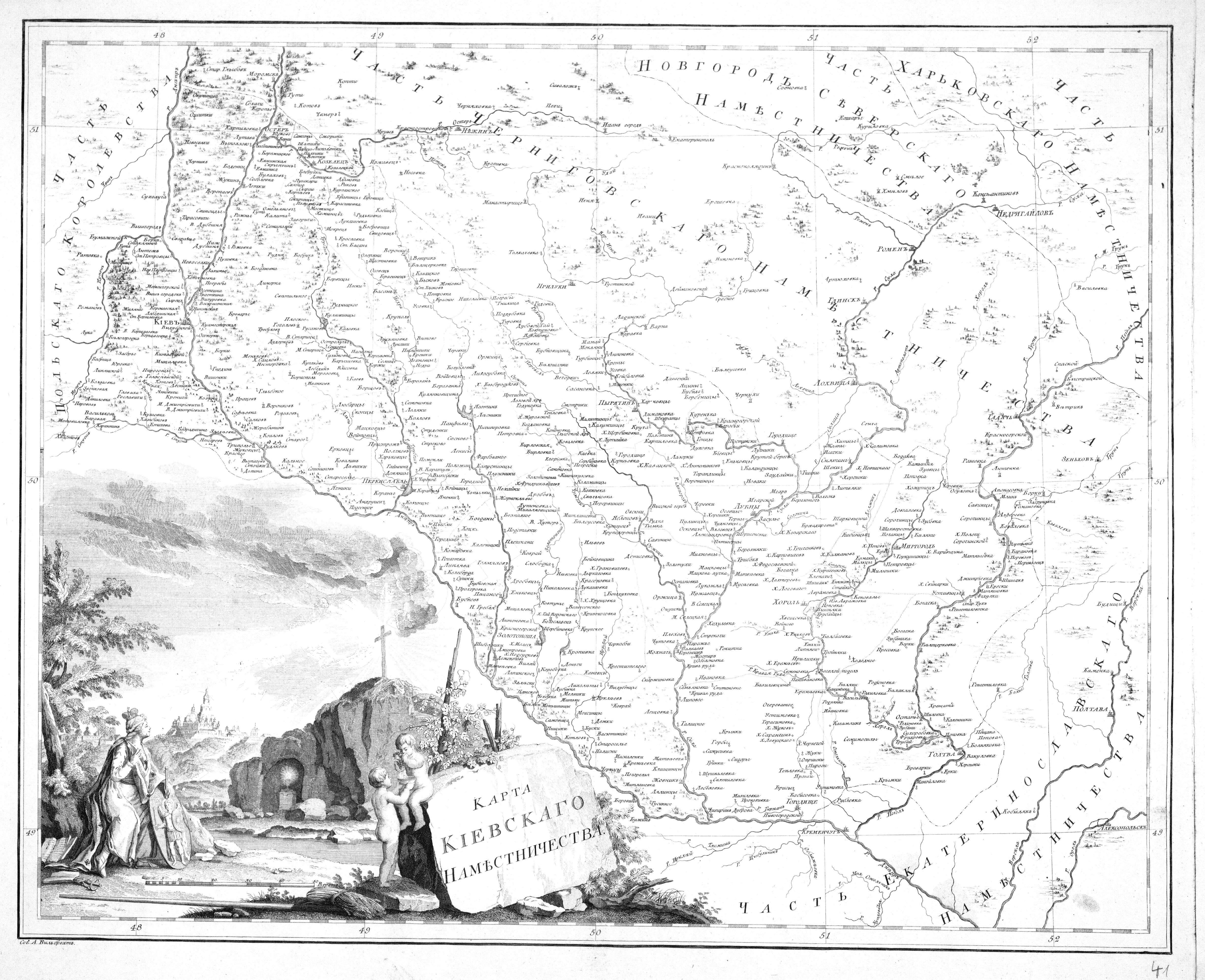
Карта Київського намісництва на якій також відображено Хоцьки у складі Золотоніського повіту, 1792 р.

В 1648–1782 роках Хоцьки входили до складу другої Переяславської сотні Переяславського полку.
За описом Київського намісництва 1781 року село відносилось до Золотоніського повіту цього намісництва, і у ньому нараховувалось 309 хат виборних козаків, козаків підпомічників, посполитих, посполитих різночинських і козацьких підсусідків.
За книгою Київського намісництва 1787 року у селі проживало 920 душ. Було у володінні різного звання «казених людей», козаків і власників — статського радника Івана Вишневського і бунчукового товариша Степана Ільяшенка.
З ліквідацією Київського намісництва, Хоцьки перейшли до Переяславського повіту Полтавської губернії.
Є на карті 1800 року
Згідно з кліровою книгою 1832 року церква в селі Хоцьки (Архістратига Михаїла) була споруджена в 1800 році коштом парафіян. Престолів в ній освятили два: головний — на честь Святого Архістратига Михаїла, а другий влаштований в бабинці на хорах — в ім'я Святої Великомучениці Варвари. Була одночасно з храмом зведена на подвір'ї дзвіниця.  В серпні 1881 року в Хоцьках була пожежа при якій церква та дзвіниця були пошкоджені. "Дело Канцелярии Временного Харьковского Генерал-Губернатора о проишествиях в Полтавской губрении. М.В.Д. Полтавского губернатора по канцелярии. Стол 1. 2 сентября 1881 года.  Господину Временному Харьковскому Генерал-Губернатору 23 прошлого Августа в с.Хоцках Переяславского уезду отъ неизвестных причин, произошел пожар, которым истреблены постройки 63 хозяевъ, деревянная церковь съ колокольнею и все церковнымъ имущество убытки пожаром причинена на 48356 руб. Долгом считаю донести объ этом Вашему Сіятельству и доложить: 1, что о скорейшей выдаче вознаграждения за истребленный пожаром застрахованные постройки мною, вместъ с симъ, сообщаю в Полтавскую Губернскую Земскую Управу и 2, что осимъ доведено до сведения Г.Министра Внутренних дел. . Нова церква була побудована в 1885 році, що підтверджує «Справочная Клировая книга Полтавской Епархии за 1912 г.». "с. Хоцки. Архистратиго-Михайловская цр., дерев., въ одной связи съ колокольней, холод., постр 1885 г.; приписная въ х.Озерищѣ Константиновская церк.-школа, дерев., постр. 1904 г.; кварт. свящ. 4 ком. 1460 куб. арш., псал. 3 комн. 680 куб. арш., 2 ком. 440 куб. арш.; жалов. свящ. 120 р., псал. 1-му 53 р., 2-му 36 р.; ружн. земли 33 дес.; прихож. привил. сост. 50, мѣщ. 44, каз. 1690, крест. 1944; дерев. 3 отъ 6 до 8 вер., ст. Переяславъ Моск.-Кіев.-Вор. ж. д. 38 вер.; прист. Прохоровка 18 вер.; почт. отд. Хоцки; разст. отъ Консист. 250 вер., отъ благоч. 8 вер.Свящ. Николай Василіевъ Романенко, псал. Константинъ Андреевъ Алексинъ, Макарій Андреевъ Форостовскій; церк. стар. каз. Стефанъ Моисеевъ Погасій."
В 1943 році під час відступу німецьких військ церква була спалена. На місці церкви та церковного подвір’я зараз знаходиться  пам’ятник Солдату та сільський клуб.
На кінець ХІХ ст. у Хоцьках знаходилось волосне правління Хоцьківської волості Переяславського повіту.
Станом на 1930 рік, у селі Хоцьки було 412 дворів та проживало 4783 мешканці. Того ж року в селі організувався колгосп імені Шевченка, який мав 1237 га землі, з них 1176 га орної. А в 1934 році створився ще один колгосп «1 Травня». Цей колгосп мав 1274 га землі, з них 1122 га орної. Під час форсованої колективізації було розкуркулено 11 сімей.
Загальна кількість померлих від голоду під час штучного голодомору — 2300 чоловік, встановлено імена 1061 осіб. Померлих від голоду ховали на сільському кладовищі, де з ініціативи громадськості села та сільської ради встановлено дерев'яний хрест в пам'ять про жертв Голодомору.
Після війни в селі діяли три колгоспи, які у 1950 р. обєдналися в одне господарство - імені Карла Маркса.
У 1959 р. після укрупнення його обєднали з колгоспами сіл Комарівка і Городище в один - Комунар.
В травні 2013 р. в центрі села Хоцьки розпочались земельні роботи по будівництву фундаменту майбутньої церкви Архістратига Михаїла.
Згідно рішення Переяслав-Хмельницької районної ради від 11.04.2017 р. було створено регіональний ландшафтний заказник місцевого значення «Хоцьківський» в межах населеного пункту села Хоцьки Переяслав-Хмельницького (нині Бориспільського) району Київської області.
Мікротопоніми:

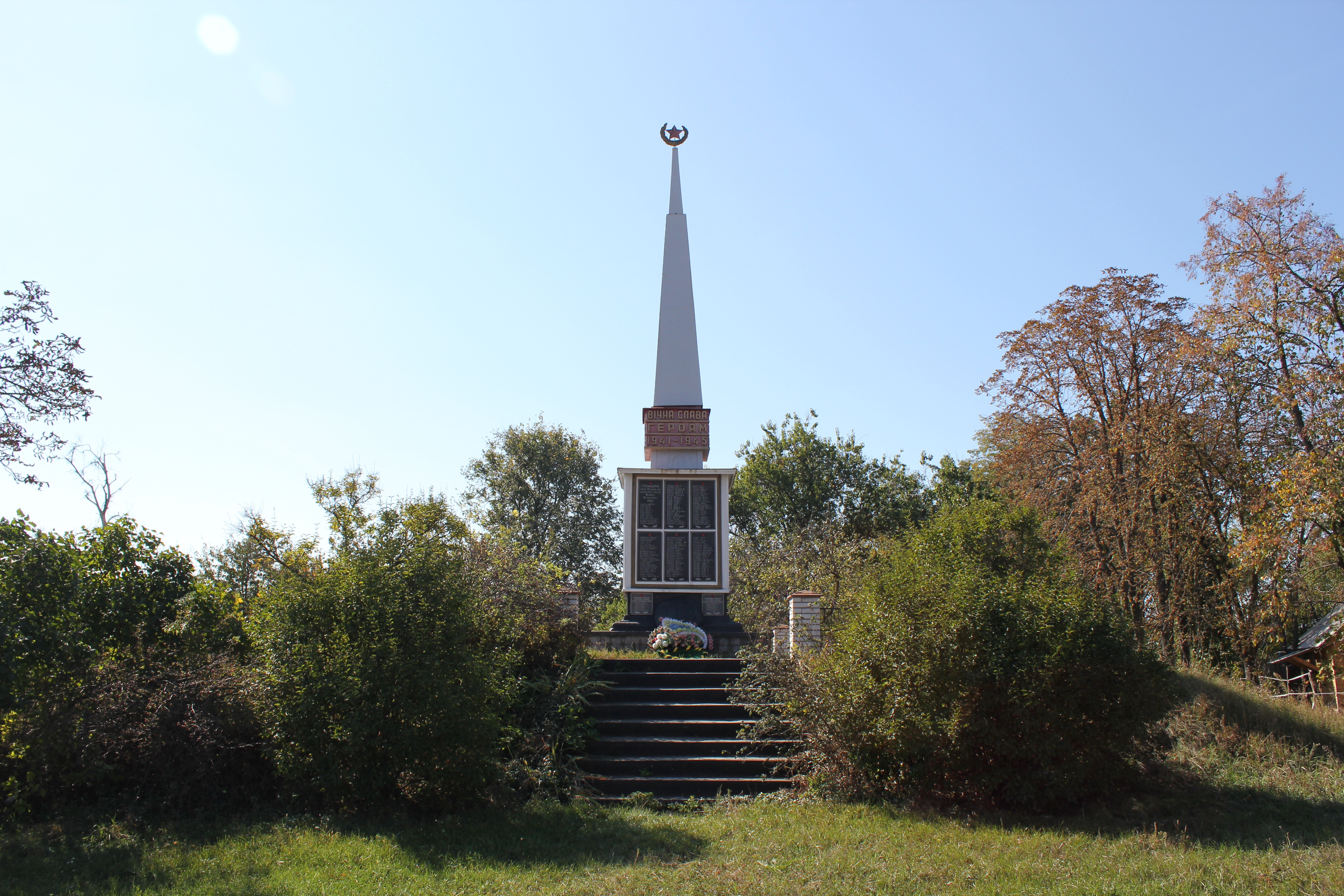
Пам'ятник воїнам-односельцям, які загинули в роки німецько-радянської війни. Біля будинку культури села Хоцьки

Походження назви села за народною етимологією пов'язують з першопоселенцем — козаком Ходько (Хоцько) [2]. Назва села досить незвична для Середньої Наддніпрянщини. До найбільш співзвучних назв можна віднести село Хацьки, Черкаського району, Черкаської області. 
1. Багни — південна частина села, яка з півдня та заходу межує з лісом. Центр кутка утворює озеро з однойменною назвою. Діаметр понад 40 м. Об'єкт добре ідентифікується на топографічних картах.
Назва походить від українського слова «багно», «болотиста місцевість», «трясина», «болото», «велика калюжа».
2. Больнична — західна частина села. Назва розповсюджується на вулицю Жовтневу, що межує з лісом та походить від збудованої «Русским страховым обществом» у 1867 році лікарні.
3. Вигон — назва розповсюджується на великі незаселені частини та кутки різної форми. Утворені переважно в 30-х роках XX ст. На цих територіях до Голодомору були селянські обійстя, але після того як вимирали цілі сім'ї, тут ніхто більше не поселився.
4. Вошиний хутір – західна частина села. Хутір розміщувався на пісках, які були не придатні для вирощування с/г культур. Після будівництва лікарні ця частина села почала називатись — Больнична.
5. Гельмязівська дорога — піщана дорога XIX ст., бере свій початок від Ставка в центрі та йде в південно-східному напрямку. У межах села понад 1,5 км. Назва походить від напрямку руху до ярмаркового містечка Гельмязів. З будівництвом нового шосе Київ — Кременчук поблизу села дорога втратила своє значення.
6. Глиниська дорога — ґрунтова дорога кінця XIX ст., бере свій початок від Ставка в центрі та йде в східному напрямку до блюдцеподібного заглиблення, яке має назву Глинище.
7. Дудурівщина – південна частина села, яка межує з Новоселицею та Багнами. Назва походить від прізвища — Дудура. До 60-х рр. XX ст. вигон, який тепер засаджений сосною. Жителі цього кутка завжди страждали від піщаних заметів із поля. За переказами мешканці Дудурівщини навіть борщ їли з піском [6].
8. Заяча — північна частина села. Назва розповсюджується на вулицю, що межує з полем. Походить назва від прізвища жителів цієї вулиці — Заєць.
9. Кар'єр — знаходиться у південній частині села, межує з півдня з Багнами та на сході з Новоселицею. Кратероподібне заглиблення видовжено — овальної форми для видобутку піску. Ширина понад 300 м.
10. Кар'єр — невелике заглиблення округлої форми для видобутку глини жовтої, знаходиться у східній частині села. Використовувався місцевим населенням з давніх часів для господарських потреб, зокрема для обмазки хат.
11. Колгоспна дорога або Хрестова — дорога XIX ст. — середини XX ст. Назва Хрестова походить від напрямку руху повз курган з хрестом. З другої половини XX ст. розповсюджується назва Колгоспна. Бере свій початок у центрі біля Ставка і закінчується в будівлях колишнього колгоспу. У межах села понад 1,5 км.
12. Ліплявська дорога — піщана дорога XIX — середини XX ст. Бере свій початок у центрі біля Ставка, перетинаючи південну частину села, прямувала в ліс в напрямку Ліплявого. У межах села близько 1,5 км. Місцеве населення використовувало цю дорогу переважно для відвідування ярмарки в с. Ліпляве. Втратила своє значення в середині XX ст. з будівництвом нової траси Київ — Кременчук.
13. Нове село — нова частина села, збудована в 60-х рр. XX ст. для відселення людей з с. Комарівка, у зв'язку з будівництвом Канівської ГЕС.
14. Новоселиця — південна частина села, розміщується поруч з кутком Багни. Куток утворений на початку XX століття.
15. Нове кладовище — знаходиться в північній частині села. Утворене в  40-х рр. XX ст. через заборону місцевого лікаря хоронити на Старому кладовищі.
16. Селище — основна північна частина села. Центр кутка утворює озеро з однойменною назвою. Діаметр озера понад 80 м. Об'єкт добре ідентифікується на топографічних картах. Назва походить від терміна селитися, тобто створювати житло на новому місці. Куток було заселено на початку XX ст., адже на трьохверстовій військово-топографічній карті другої половини XIX ст., ця частина села ще не існує.
17. Ставок — центральна частина села. Є підстави вважати, що це залишок давнього русла. Це видовжене озеро з джерельним живленням знаходиться в найнижчій точці балкоподібного заглиблення, яке тягнеться із заходу на схід в напрямку річки Броварка. Озеро овальної форми понад 150 м. За переказами місцевих жителів саме в Ставок закотився дзвін з церкви Архістратига Михаїла, яку в 1943 році спалили німці [8].
18. Сажалка — центральна частина села, що межує зі сходу з Ставком. Західна частина балко-подібного заглиблення давнього русла річки. Назва походить від слова «сага».
19. Старий шлях — поштова дорога XIX століття Переяслав — Гельмязів — Золотоноша. Чітко фіксується на трьохверстовій військово-топографічній карті другої половини XIX ст. Перетинає село з півночі на південь. У межах села понад — 3,5 км. Втратила своє значення у середині XX ст., у зв'язку з існуванням нової транспортної траси Київ — Кременчук.
20. Старе кладовище — знаходиться в західній частині села та межує з лісом. Найдавніше кладовище села, яке функціонує і до сьогодні.
21. Сосни — північна частина села, поряд з Селищем. Дерева великих розмірів, які розміщені групами. Сосна звичайна (Pinus sylvestris).
22. Соснина — назва розповсюджується на невеликі посадки молодих сосен, які досить розповсюджені, як на території села так і в межах лісу. Сосна звичайна (Pinus sylvestris).
23. Самсонів горб — південна частина села. Назва походить від прізвиська місцевого жителя — Самсона Плотки. На цьому горбі знаходилось його обійстя. Топонім виник на початку XX ст.
24. Чорнобильський — найновіша частина села, межує з Новим селом. Збудована наприкінці 80-х рр. XX ст. для відселення людей з Чорнобильської зони відчуження. Назва розповсюджується і на магазин поряд з Новим селом.
25. Шанькове — західна частина старого села. Межує з Старим кладовищем. Куток у 1943 році спалили німці. Назва походить від прізвища — Шанько.
Значна частина мікротопонімів с. Хоцьки пов'язана з полем, яке межує з селом з півночі, сходу та півдня. На цій території розміщені городи, поля, та пасовища для худоби.
26. Вітряки — знаходиться за 300 м на південь від села. Назву урочище отримало від вітряків, які тут знаходились аж до середини XX ст.
27. Грань — урочище, розташоване за 4 км на південь від села на полі, поряд з кордоном між Черкаською та Київською областями.
28. Грушка — мікротопоніми, які використовуються місцевими жителями як орієнтир. Одиночні дерева посеред поля. На 2012 рік — у кількості 8 шт. Груша дика або лісна (Pyrus communis L.)
29. Глинище — знаходиться за 1,5 км на північний схід від села. Блюдцеподібна западина природного походження, заповнена водою. Діаметр понад 70 м. Назва відображає першочергове призначення цієї долинки — для видобутку глини.
30. Дуби — урочище, яке складається з двох груп. Розміщені вздовж Старого шляху. Перша група знаходиться за 2 км від села перед третьою лісосмугою. Друга група знаходиться за 3,5 км від села перед четвертою лісосмугою. Дуби мають великі розміри, звідки й особливість назви мікротопонімів. Дуб звичайний або черешчатий (Quereus robur L.)
За переказами місцевих жителів поява цих дерев пов'язана з поїздкою Катерини ІІ на південь.
31. Дьогтярське –урочище, розміщується за 1,5 км на південний схід від села на полі. Назва долинки — пологої блюдцеподібної западини природного походження. Назва походить від назви хутірця, жителі якого за переказами місцевих жителів займались виробництвом дьогтю [6].
32. Кудрявщина — розміщується за 2 км на південний схід від села. Назва урочища походить від прізвища власника маєтку Кудрявського. Після розкуркулення від маєтку залишився лише яблуневий сад [5].
33. Кихманівщина — розміщується за 3 км на південь від села Хоцьки. Межує з ур. Холодна Левада. Назва походить від прізвища власника землі.
34. Кисла долина — розміщується за 2 км на північний схід від села. Блюдцеподібна западина природного походження. Кислі ґрунти мають малопотужній темний гумусовий шар, під яким проходить білястий, схожий на попіл, підзолистий горизонт товщиною 10 см і більше.
Хімічний склад ґрунту можна визначити по достатку росту рослин: жовтець повзучий (Ranunculus repers), хвощ польовий (Equisetem arvense L.), луговик або щучник дернистий (Deschampsia cespitosa).
35. Левківщина — розміщується за 1,5 км на південь від села Хоцьки. Межує з ур. Дьогтярським. Назва походить від прізвища — Левко.
36. Мар'янівщина — розміщується за 1,4 км на південь від села Хоцьки. Назва походить від назви хутірця. Чітко фіксується на німецькій карті в масштабі 1:50 000 за 1943 рік.
37. Мичківщина або Мички — розміщується за 3 км на південний схід від села. Назва походить від назви хутірця, що складався з трьох хат, що під Старим Шляхом. Назва хутора ймовірно походить від прізвища — Мичко або Мички. Це прізвище досить розповсюджене серед жителів с. Хоцьки.
38. Мурьїх — урочище, розміщується за 2,5 км на південь від села Хоцьки. Блюдцеподібна западинка природного походження. Межує з ур. Тубельцева.
39. П'ята — розміщується за 3,4 км на південний схід від села. Назва розповсюджується на невеликий відрізок Шляху дугоподібної форми.
40. Польщаки — загальна назва хуторів Мичківщина, Кудрявщина, Мар'янівщина, Дьогтярське, Тубельцева. Польщаками у селі називали переселенців з правого берега Дніпра, оскільки Правобережжя було під владою Польщі до кінця XVIII ст.
41. Рябенкове озеро — знаходиться за 1 км на південний схід від села перед першою лісосмугою. Діаметр близько 30 м. Долинка блюдцеподібної западини природного походження. Утворилась внаслідок просідання товщі лесу. Часто пересихає в спекотні періоди, але в дощові місяці вода стоїть до середини літа. Назва походить від прізвища родини Рябенко, яка тут проживала. Коли в долинці відсутня вода місцеві жителі зчищають мул для підживлення городів та земельних ділянок. Адже північна, північно-західна, західна, південно-західна, південна, та частково центральна части села мають піщані ґрунти.
42. Траса — сучасна автомобільна дорога Київ — Кременчук. Остаточно сформувалась в 60-х рр. XX ст. З введенням у експлуатацію низка доріг села та околиць втратили основне призначення: Старий шлях, Ліплявська дорога та інші.
43. Тубельцева — блюдцеподібна западинка природного походження. Розміщується за 2,2 км на північній схід від села Хоцьки, з правої сторони автомобільної дороги Хоцьки — Улянівка.
44. Хрест — урочище, що знаходиться за 1,5 км на схід від села на полі за трасою Київ — Кременчук. Назва походить від кам'яного хреста, який стоїть на кургані. Камінь світло-сірого кольору, висота — ., ширина — . Напис майже не читається, крім літери — Х. Курган діаметр — 20-, висота — 0,60 м, задернований.
Значна частина мікротопонімів с. Хоцьки пов'язана з лісом, який межує з селом з північного заходу, заходу, південного заходу. Ліс завжди відігравав для місцевих жителів важливу роль, адже це не тільки природні ресурси (дерево, червоний глей, та інші), а й різні промисли (мисливство, рибальство, бортництво, дігтярство, та інші).
45. Буханівщина або Щербаковий колодязь — урочище, розміщується за 3 км на південь від села Хоцьки в лісі, відразу за Лисим горбом. Серед місцевих жителів розповсюджена назва Буханівщина на обширну територію, центр якої утворює мікротопонім Щербаковий колодязь. Назва походить від прізвища власника землі князя Бухановського.
46. Башенька — урочище, що знаходиться за 4,5 км на південний захід від села в лісі. Назва походить від геодезичного знаку у вигляді башеньки (вишка). На топографічних картах чітко ідентифікується — як висота 152,3. Найвища точка Хоцького горба.
47. Біликовщина — урочище, розміщується за 1,5 км на південний захід від села. За переказами місцевих жителів це великий дубовий ліс (вирізаний). На території урочища розміщується ще два мікротопоніма: Євдошкіне та Кушнерівське болітця. Назву урочище отримало від прізвища власника землі.
48. Білоозерська гора — урочище розміщується за 3 км на північний захід від села Хоцьки. Ця гора є замикаючою північною частиною Хоцького горба. Назву гора отримала від того, що за 2 км на захід від неї знаходиться Біле озеро.
49. Вовчий Яр — урочище, розміщується за 5 км на південний захід від села Хоцьки в лісі на Горі. Межує з мікротопонімом Башенька. Яр великий та глибокий, порослий деревами та чагарниками. Назва яру висвітлює тваринний світ давнього лісу, який до цього часу не зберігся. За переказами місцевих жителів під час великих морозів, коли замерзав Дніпро з правого берега, по льоду в ліс переходили вовки.
50. Гришине — урочище, розміщується за 3,8 км на південний захід від села Хоцьки в лісі поряд з ур. Ігорівщина. Назва походить від імені власника землі.
51. Ганенків хутір або хутір Борок — розміщувався за 5 км на південний захід від села. Хутір у зв'язку з будівництвом Канівської ГЕС переселений. Назва хутора походить від прізвища засновника — Ганенко. Розповсюджена й інша назва Борок. Урочище знаходиться на видовженій піщаній косі.
52. Гора — місцеве населення використовує цю назву для підвищення в лісі, яке тягнеться з півночі на південь. Це підвищення більш відоме як Хоцький горб. Центр цього горба ур. Башенька з висотою 152,3 метра над рівнем моря.
53. Дворянщина — урочище, розміщується за 3 км на південний захід від села Хоцьки в лісі на Горі, поряд з ур. Лизогубівщина. Назва розповсюджується на хутір в лісі, який складався з 20-22 хат та «дворянську» школу в селі Хоцьки. Назва відображає дворянський статус власника цієї землі.
54. Жуковське — урочище розміщується за 3,5 км на південь від села в лісі. Назва походить від прізвища Жуковський, який мав на цій території свої володіння. Назва також розповсюджується на лісове болітце та криницю. Його землі були поділені в лісі рівчаком, який і до цього часу прослідковується.
55. Дубина — розміщується за 300 м на південний захід від села в лісі. В цій частині ростуть тільки дубові насадження, від чого й походить назва урочища. Дуб звичайний або черешчатий (Quereus robur L.)
56. Зміїний острів — знаходиться за 7 км на південний захід від села Хоцьки. Утворений Канівським водосховищем. Назву острів отримав, коли під час підняття води плазуни збирались на підвищених місцях у великих кількостях. Острів перетворений на складову дамби, яка утворює закриту водойму — Лиман. До затоплення на цьому підвищенні знаходився хутір Казенний.
57. Зюмене — урочище, розміщується за 2,5 км на південний захід від села Хоцьки в лісі, в межах ур. Гришене. Назва походить від прізвища єврея Зюми.
58. Ігорівщина — знаходиться за 4 км на південний захід від села на березі р. Дніпра, поряд з Миненим озером. Назва походить від імені першопоселення цієї місцевості.
59. Красний горб — розміщується за 1,5 км на захід від с. Хоцьки в лісі. Піщаний горб на якому насаджені сосни. За легендою, яка розповсюджена серед місцевих жителів назва походить від того, що на цьому горбі було вбито людину. А від її крові він почервонів [5].
Серед жителів села не є характерним використання російського слова «красный». Більш імовірно, що назва походить від слова «красивий». Поряд з цим горбом розміщується група з семи піщаних горбів. Красний горб серед цієї групи найбільший. Висота — 3 м, діаметр — 25 м.
60. Кошелевщина — урочище, знаходиться за 4,4 км на південний захід від села поряд з ур. Лейбене. Назва походить від прізвища власника землі — Кошеля. Його землі були поділені в лісі рівчаком, який і до цього часу прослідковується.
61. Криничка — мікротопонім, який знаходиться за 250 м на захід від села, в лісі. Криничка або колодязь — глибоко викопана й захищена цямринами від обвалів яма для добування води з водоносних шарів землі.
62. Курятниківщина — розміщується за 2 км на південний захід від села в лісі. Назва походить від хутора, в якому проживала родина з прізвищем — Панченко.
63. Костопальня — розміщується за 1,60 км на південь від села в лісі, на розвилці доріг Ліплявської та Озериської. За переказами місцевого населення назва походить від того, що тут палили кістки. Ця інформація підтверджується, адже на трьохверстовій військово-топографічній карті другої половини XIX ст. чітко фіксується об'єкт –Костопальня.
Костопальня — спеціальна будівля або приміщення в цукроварні, де спалювали кістки для очищення цукру.
64. Лейбене — розміщується за 4 км на південний захід від села в лісі поблизу ур. Лизогубівщина. Назва походить від імені — єврея Лейб.
65. Ликандриї — розміщується за 3,5 км на захід від села на березі Дніпра. Межує з півдня з ур. Раки. Назву урочище отримало від однойменного хутора із декількох хат, де проживала родина з прізвищем — Ігнатенко.
66. Лисий горб — розміщується за 2,5 км на південь від села в лісі поряд з дорогою на Озерище. Назва походить від особливості місцевості, підвищення у вигляді піщаного горба без рослинноті. Засаджений сосною.
67. Лизогубівщина — урочище розміщується за 3,5 км на південний захід від села в лісі на Горі поряд з ур. Лейбене. Назва походить від прізвища власника землі — Лизогуб.
68. Ольхове — розміщується за 3 км на південний захід від села в лісі східніше ур. Лизогубівщина. У центрі урочища знаходиться колодязь з джерельною водою. Назва походить від однойменного хутірця. Назва уособлює тип дерев, які тут знаходились –вільха (рос. ольха). Вільха чорна (Alnus glutinosa).
69. Одноріжок — розміщується за 1 км на південний захід від села. За формою полога блюдцеподібна западина природного походження, діаметром понад 130 м. Часто пересихає, та основним джерелом поповнення є підземні води і опади. Місцеве населення інтенсивно використовувало озірце в господарських цілях, поки за наказом голови колгоспу не було розчищено та поглиблено, що призвело до осушення.
70. Ораний горб — розміщується за 3,8 км на південь від села в лісі, поблизу ур. Ольхове. Назва походить від слова «орати».
71. Пасіка — розміщується за 300 м на південь від села в лісі. Утворений топонім у 60-х рр. XX ст. з розміщенням у даній місцевості колгоспної пасіки.
72. Погасіївська криничка — знаходиться за 800 м на південь від села в лісі поряд з ур. Біликовщина. Назва походить від прізвища — Погасій, яке досить розповсюджене в селі Хоцьки.
73. Раки — розміщується за 3,5 км на захід від с. Хоцьки на березі Дніпра поряд з ур. Лекандриї. На початку XX ст. знаходився хутір, в якому проживала родина з прізвищем Лупачі.
74. Ріжок — розміщується за 3,5 км на південь від села, поряд з ур. Буханівщина та Холодна Левадка. Назва походить від форми частини лісу.
75. Саськове — розміщується за 2,5 км на південь від села поряд з Ліплявською дорогою. Центр урочища утворює озерце, яке має джерельне живлення. Назва походить від прізвища власника цієї землі — Сасько. Серед місцевого населення розповсюджена до прізвища приставка «пан». В селі поряд з піщаним кар'єром у північній частині знаходиться його будинок. З середини XX ст. це приміщення було пристосоване під дитячий садок. Тепер житловий приватний будинок.
76. Сюрене — розміщене за 3,5 км на південь від села в лісі, поряд з ур. Ольхове. Назва походить від прізвиська жителя — Сюра.
77. Стовпова дорога — бере свій початок на півночі села і проходить через ліс до Білеозерського мисливського господарства. Назву дорога отримала від стовпів електроенергії, які стоять вздовж дороги.
78. Холодний зруб — урочище, розміщене за 4 км на південь від села в лісі поблизу дороги що веде на Озерище. Зруб — ділянка, де було повністю вирубано ліс.
79. Холодна левадка — розміщене за 3,5 км на південь від села. Межує з ур. Ріжок. За переказами місцевих жителів урочище знаходилось в лісі, але в результаті вирубки опинилось на полі [5].
80. Чухманівщина — розміщувалось до затоплення Канівським водосховищем поблизу дороги на Комарівку. Назва походить від прізвиська — Чухман. Не існує.
Відомо також ряд топонімів лісу іншого класу — гідронімів.
81. Біле озеро або Кругленьке — розміщене за 3,5 км на північний захід від села в лісі поряд з Білоозірським мисливством. Діаметр понад 380 м.
82. Довгеньке озеро — розміщується за 3,5 км на захід від села в лісі. Довжина понад 200 м. В центрі озера острів. Назву отримало за свою форму.
83. Євдошкіне болітце — знаходиться в урочищі Біликівщина. Розміщене за 1,5 км на південний захід від села в лісі. Це блюдцеподібне заглиблення природного походження, діаметром 4-5 м. В спекотні місяці часто пересихає. Основним джерелом поповнення води є опади. Назву болітце отримало від імені жінки, яка тут проживала. Поблизу болітця помітно залишки фруктового саду.
84. Кушнірівське болітце — знаходиться в урочищі Біликовщина. Розміщене за 1,7 км на південний захід від села в лісі. Назву болітце отримало від прізвища жителя цієї місцини — Кушнір. Це прізвище досить розповсюджене серед жителів села Хоцьки.
85. Канівське болітце (перше та друге) — знаходяться за 600 м на південь від села в лісі з лівої сторони від Ліплявської дороги. Назву отримали, ймовірно через напрямок руху Ліплявської дороги, по якій можна потрапити до Канева. Місцеве населення брало з цих болітець червону глину (глей), для підмазування призьби, комина та припічка. Червона глина символізувала очищувальну силу вогню.
86. Минене озеро — розміщується за 3,5 км на захід від села на узбережжі берега р. Дніпра. Діаметр понад 80 м. Неподалік знаходиться ур. Раки. На топографічних картах добре ідентифікується. За переказами назва походить від прізвища жителя с. Комарівка, який грав на скрипці посеред купини цього лісового озера [5].
87. Лиман — мілководна затока, яка розміщується за 5,5 км на південний-захід від села. Водойма закрита штучно створеним піщаним насипом. Утворений насип з'єднав острови (Зміїний) та видовжені коси.
Наведена вище сукупність топонімів дає деяке уявлення про історико — культурний розвиток території та околиць с. Хоцьки. Переважна більшість наведених топонімів утворилась наприкінці XIX — на початку XX століття. Вони відображають побутове життя населення даного мікрорегіону. На жаль, це далеко не всі топоніми, оскільки значна частина їх, особливо найдавніших, не збереглася.